# مريم الصفار
مريم الصفار هي أول امرأة في عربية تقود قطارات مترو. تخرجت الصفار في كلية إدارة الأعمال في تقنية دبي، وزاولت نشاطها في مجال المصارف والبنوك، ومن ثم انتقلت إلى قسم الترويج الإعلاني في مترو دبي. رشحت الصفار نفسها لوظيفة سائق مترو من بين 100 مرشح، واجتازت كل الاختبارات بجدارة، إلى أن تم قبولها سائقة داخل المترو لتصبح بذلك أول إماراتية وخليجية وعربية تلتحق بهذه المهنة.